# Vavyan Fable
Vavyan Fable, eredeti nevén: Molnár Éva (Budapest, 1956. március 20. –) magyar krimiíró.

## Életrajza
Molnár Éva néven született 1956. március 20-án Budapesten. Férjezett, egy fiú (Bánfalvy Zoltán) anyja. Írói nevét (ami a Bánfalvy Éva név anagrammája; melyben a családi név francia szó, jelentése 'mese') első könyve megjelenése, 1987 óta viseli. Tanulmányait a Dr. Pólya Jenő Egészségügyi Szakközépiskolában végezte; 1988-ig ápolónőként dolgozott.
Tizenegy éves kora óta ír, eleinte leginkább indiánregényeket, saját bevallása szerint azért, mert nem talált más elfoglaltságot.
Kedvenc írói – többek közt – Kosztolányi Dezső, Bohumil Hrabal, Kurt Vonnegut, Raymond Chandler, Rejtő Jenő, Márai Sándor.

## Stílusáról
Fodor Ákos: „Hősei markáns egyéniségek, viszonyaik árnyaltak. Cselekményvezetése kiszámíthatatlan, lebilincselő, a történet vége felől nézve mindig logikus. Kritikusan fogékony a mindenkori aktualitások (technikai újdonságok, életmód-divatok, szellemi áramlatok, beszédfordulatok, viccek, pletykák stb.) iránt. Szituációs és nyelvi humora frappáns, pazarló, nemritkán bizarr. Lírája cukormentes, környezetkímélő. Politikus elme: a Mindenkori Veszélyeztetettek Nemlétező Pártjának fáradhatatlan szóvivője. Történeteinek erkölcsi és gyakorlati kicsengése illúziómentesen bizakodó és humánus. Érthetően legpopulárisabb író kortársaink egyike. Stílusa ujjlenyomatszerűen egyedi, összetéveszthetetlen – ám (vagy éppen ezért) képes »folklorizálódni«: számosan élnek jellegzetes fordulatainak szándékos, de önkéntelen idézésével is.”

## Műveia megjelenés sorrendjében
- A Halkirálynő és a kommandó (Halkirálynő-sorozat 1., 1987)
- A halál zsoldjában (Akció- és kalandregény, 1987)
- A pokol is elnyeli (Halkirálynő-sorozat 0.,1988)
- A Halkirálynő és a dzsinnek (Halkirálynő-sorozat 2., 1988)
- Kriplikommandó (Akció- és kalandregény, 1988)
- Ki feküdt az ágyamban? (Halkirálynő-sorozat 3., 1989)
- Mesemaraton; Betűvető, Bp., 1989
- Halálnak halálával (Akció- és kalandregény, 1989)
- Démontangó (Akció- és kalandregény, 1989)
- Ébredj velem (Halkirálynő-sorozat 4., 1990)
- Fattyúdal (Akció- és kalandregény, 1990)
- My Fair Lord (Akció- és kalandregény, 1990)
- Édes, mint a bűn (elbeszéléskötet, 1991)
- Álomhajsza (Fantasy, 1991)
- A pepita macska (Burleszkek, bohóságok, 1992)
- Mogorva nyár (Halkirálynő-sorozat 5., 1992)
- Vis Major (Vis Major-sorozat 1., 1993)
- Jégtánc (Akció- és kalandregény, 1994)
- Kyra Eleison (Vis Major-sorozat 2., 1995)
- Szennyből az Angyal (Burleszkek, bohóságok, 1995)
- Tűzvarázs (Akció- és kalandregény, 1996)
- Könnyű álom (Vis Major-sorozat 3., 1996)
- Sárkánykönny (Akció- és kalandregény, 1997)
- A Hold forró jegén (Halkirálynő-sorozat 6., 1997)
- Varázscsók (Fantasy, 1999)
- Vakvágta (Akció- és kalandregény, 1999)
- Vészbejárat (Vis Major-sorozat 4., 2000)
- Tündértánc I-II. (Fantasy, 2001)
- Ezüstegér (Burleszkek, bohóságok, 2002)
- Nászjelentés I-II. (Burleszkek, bohóságok, 2003)
- Tíz kicsi kommandós (Vis Major-sorozat 5., 2004)
- Álmok Tengere (Fantasy, 2005)
- Apád, anyád ide lőjön! (Halkirálynő-sorozat 7., 2006)
- Mesemaraton – Emlékfutam (Burleszkek, bohóságok, 2007)
- Kedves, mint egy kéjgyilkos (elbeszéléskötet, 2008)
- Mennyből a csontváz (Burleszkek, bohóságok, 2009)
- Csontfuvola (Halkirálynő-sorozat 8., 2010)
- Habospite (Halkirálynő-sorozat 9., Vis Major-sorozat 6., 2011)
- Barbárság tengere (Fantasy, 2012)
- Tündérlovaglás (Halkirálynő-sorozat 10., 2013)
- Holt volt, holt nem volt... (Banyamese) (Akció- és kalandregény, 2014)
- Szamurájszív (Halkirálynő-sorozat 11., Vis Major-sorozat 7., 2015)
- Válós regény (Akció- és kalandregény, 2016.10.17)
- Galandregény (Halkirálynő-sorozat 12., 2017)
- Mennyből a Húsvét (Burleszkek, bohóságok, 2018)
- Fanyarédes (Halkirálynő-sorozat 13., 2019)
- Ponyvamesék; Fabyen, Bp., 2020
- Az élet ócska örömei (Halkirálynő-sorozat 14.,  2022)
- Szemenszedett mese (Vis Major-sorozat 8., 2023)

Elkelt könyveinek példányszáma napjainkig 3–3,5 millióra tehető (az utánnyomásokat nem számítva).